# Александра Фёдоровна (жена Николая I)
Алекса́ндра Фёдоровна (урождённая Фридерика Луиза Шарлотта Вильгельмина Прусская, нем. Friederike Luise Charlotte Wilhelmine von Preußen; 13 июля 1798, Потсдам — 20 октября (1 ноября) 1860, Царское Село) — немецкая принцесса из дома Гогенцоллернов, императрица Всероссийская, супруга Николая I и мать Александра II.

## Биография
Фридерика Шарлотта Вильгельмина родилась 13 июля 1798 года и была третьим ребёнком и первой дочерью прусского короля Фридриха Вильгельма III и его супруги королевы Луизы. Она приходилась сестрой прусским королям Фридриху Вильгельму IV и Вильгельму I, первому германскому императору. Потеряла мать в 12 лет.

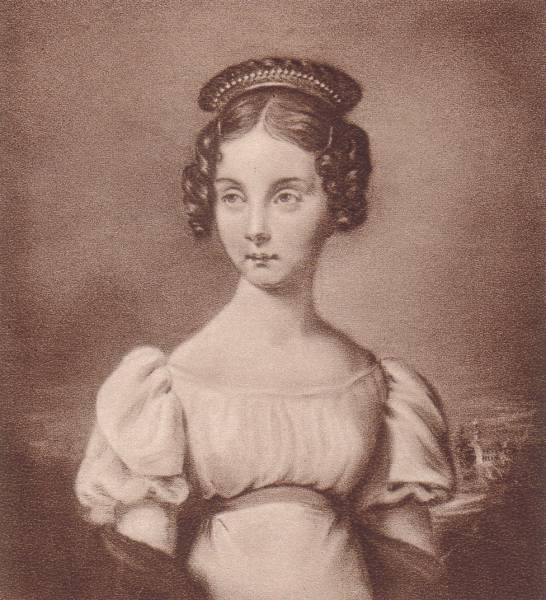
Шарлотта Прусская в возрасте 12 лет

После того, как армия Наполеона вошла в Берлин, семейство короля укрылось в Восточной Пруссии, под защитой российского императора Александра I. В 1814 году Шарлотта познакомилась с его братом Николаем Павловичем. Молодые люди влюбились друг в друга с первого взгляда.
Брак был необходим в целях укрепления союза России и Пруссии. Николай не должен был унаследовать российский престол, так как наследником являлся его старший брат Константин, и Шарлотта была рада перспективе вести жизнь скорее частную, чем публичную. При этом Шарлотта была самой знатной из иностранных невест членов российского императорского дома на тот момент (она была дочерью правящего короля, в то время как её свекровь, Мария Фёдоровна, была дочерью герцога, золовки, Елизавета Алексеевна и Анна Фёдоровна, внучкой маркграфа и дочерью герцога соответственно, даже покойная Екатерина II была дочерью князя).
Ввиду нежного возраста невесты бракосочетание было решено отложить на два года.

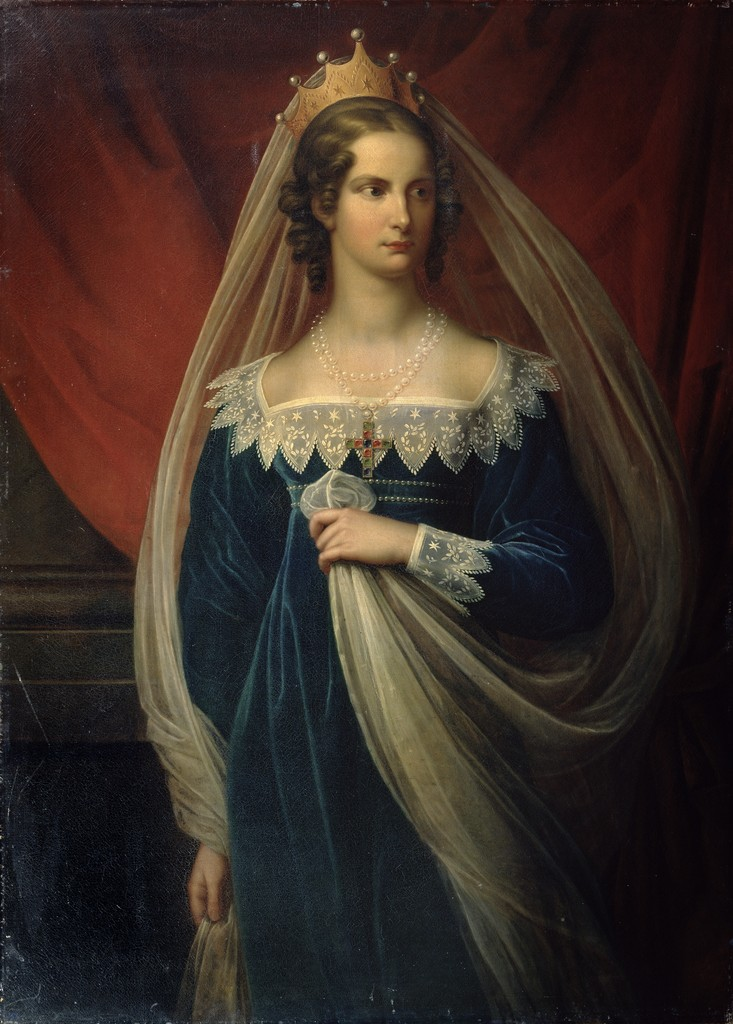
Принцесса Шарлотта Прусская, около 1817 года

Принцесса прибыла в Россию в июне 1817 года, 24 июня (6) июля 1817 года приняла православие с именем Александра Фёдоровна и 25 июня (7) июля 1817 года обручилась с Николаем Павловичем. При миропомазании получила титул великой княжны и орден Святой Екатерины. Венчание состоялось в день рождения княжны — 1 (13) июля 1817 года в церкви Зимнего дворца. Перед свадьбой будущая великая княгиня писала: «Я много плакала при мысли, что мне придётся встретиться с вдовствующей государыней, рассказы о которой меня напугали». И всё же впоследствии между Марией Фёдоровной и её невесткой сложились достаточно хорошие отношения (чего нельзя сказать о её отношениях с императрицей Елизаветой Алексеевной). После венчания получила титул великой княгини.
При русском дворе новую великую княгиню приняли любезно. «Нам памятна её величественная и строгая фигура, представлявшая законченный тип немецкой красоты», — писал современник. Александра Фёдоровна отличалась грациозностью, любезностью и весёлостью. Компанию ей составляла близкая с детства подруга, графиня Цецилия Гуровская, ставшая женой русского офицера Фредерикса. Хотя Александра и выучила русский язык (под руководством поэта Жуковского), изъясняться всю жизнь предпочитала по-немецки и по-французски.
В декабре 1817 года Александра Фёдоровна устроила в Московском Кремле первую в России Рождественскую ёлку.
Брак Николая и Александры оказался многодетным, уже через девять месяцев после свадьбы великая княгиня родила первенца, сына Александра, названного в честь дяди, императора Александра I.

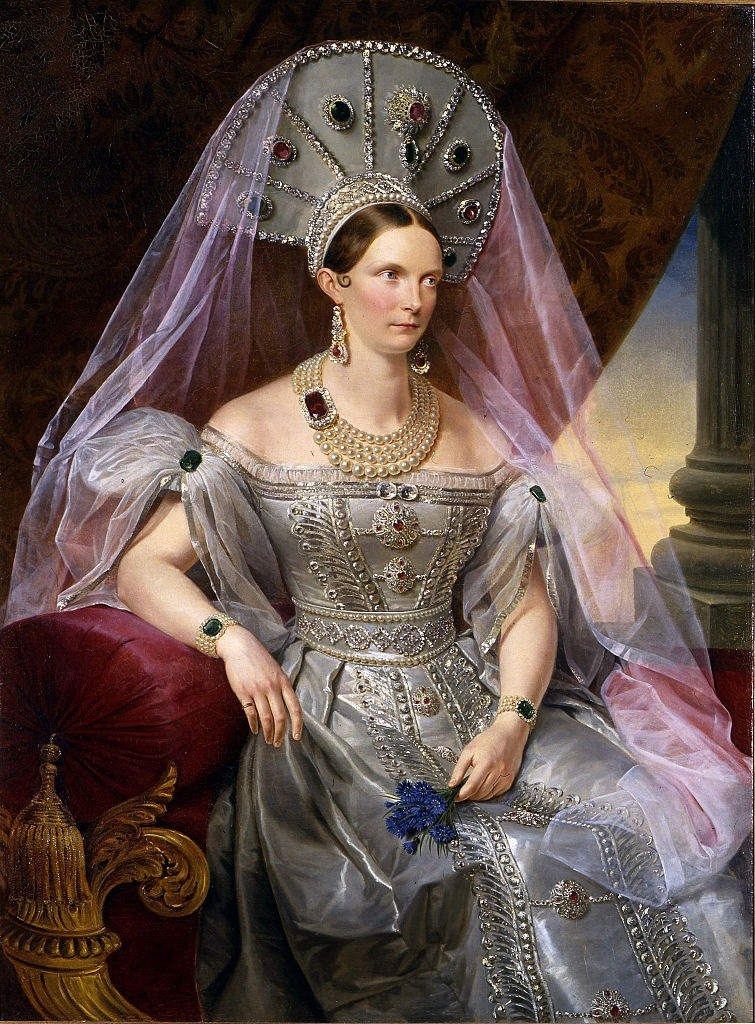
Александра Фёдоровна — Императрица Российской империи

Будущая императрица, переехавшая в 1825 году в Петергоф, болезненно переживала период неопределённости, связанный с отречением от престола цесаревича Константина. При получении известия о восстании декабристов она бросилась в придворную церковь молиться о благополучии своего семейства. От пережитого волнения у неё развились тик лица и нервная болезнь, из-за которой пришлось несколько раз откладывать коронацию. На следующий день после восстания она записала в своём дневнике:
Я думала, что мы уже достаточно выстрадали и вынесли. Но волею неба нам было суждено иное. Вчерашний день был самый ужасный из всех, когда-либо мною пережитых… Нельзя было скрывать от себя опасности этого момента. О, господи, уж одного того, что я должна была рисковать драгоценнейшей жизнью, было достаточно, чтобы сойти с ума… Боже, что за день! Каким памятником останется он на всю жизнь!..Дневник Александры Фёдоровны
Услышав о том, что жёны декабристов поехали вслед за мужьями на каторгу, Александра Фёдоровна записала в своем дневнике: «О, на их месте я поступила бы так же!»
В молодости Александра Фёдоровна была изрядной кокеткой, сорила деньгами на лучших курортах Европы, почти каждый год ездила с мужем в Германию. Она упомянута в блестящей строфе «Евгения Онегина», которая не вошла в окончательную редакцию романа, под именем Лаллы-Рук. Таково было придворное прозвище императрицы (nom de société). В эпоху романтизма, когда все поэты и художники воспевали красоты Италии, императрице страстно хотелось побывать в этой стране. Чтобы утолить эту жажду, Николай велел построить для неё в Петергофе павильон в «помпеянском» стиле. В Москве же её имя получил Александрийский дворец.
Поэт Тарас Шевченко так изобразил сатирический портрет императрицы:

…Цариця-небога,
Мов опеньок засушений,
Тонка, довгонога,
Та ще, на лихо, сердешне
Хита головою.
Так оце-то та богиня!
Согласно воспоминаниям современников, когда Николай I прочёл пасквиль Тараса Шевченко на императрицу, то «пришёл в великий гнев, и вот его собственные слова: „Положим, он имел причины быть мною недовольным и ненавидеть меня, но её-то за что?“»

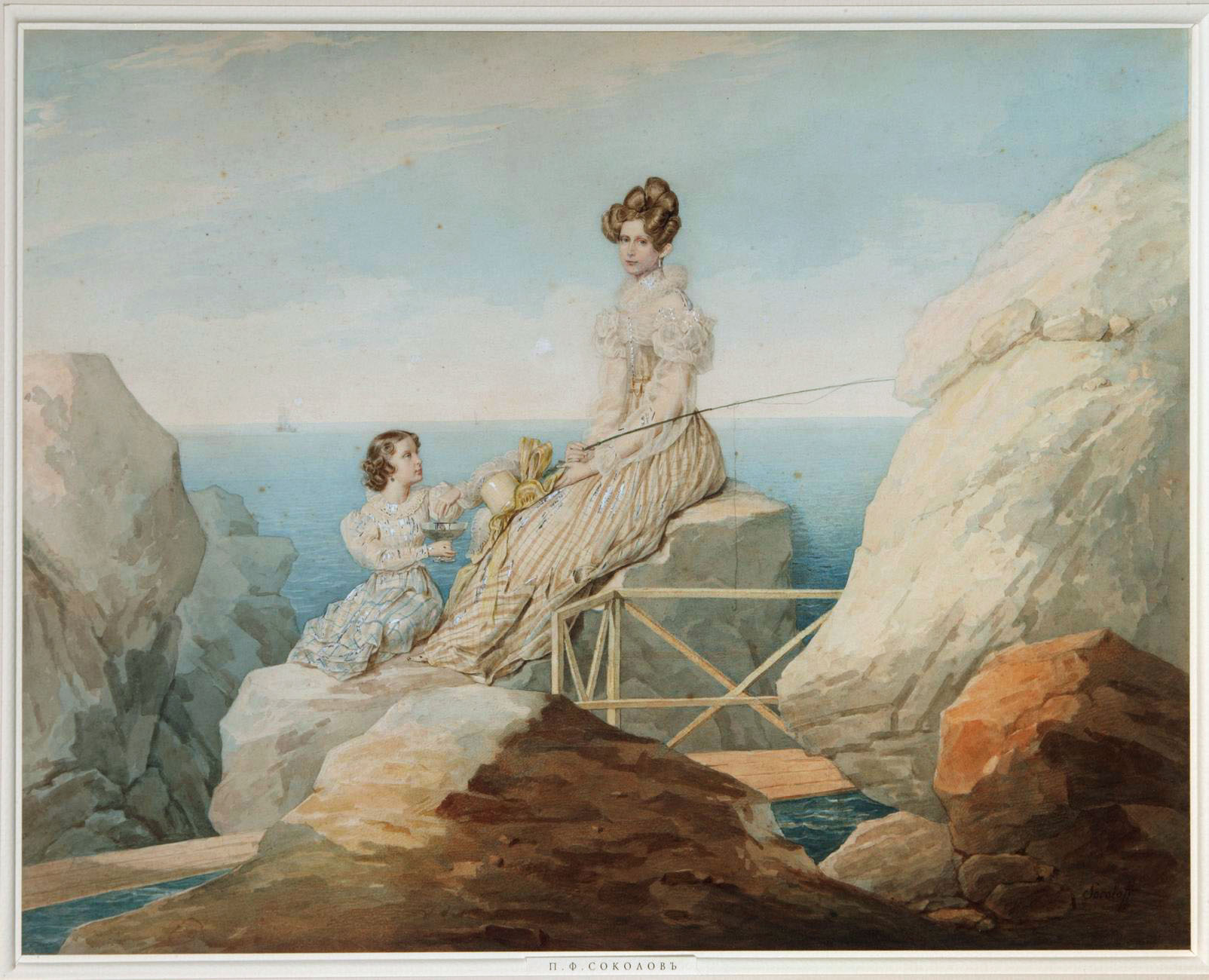
Александра Фёдоровна с дочерью Марией на берегу Чёрного моря (1829)

После вступления супруга на российский престол получила титул императрицы. Коронация Николая I и Александры Фёдоровны состоялась 22 августа 1826 года в Успенском соборе Кремля. Во время коронации на императрицу был возложен орден Андрея Первозванного.

Император Николай I питал к своей жене, этому хрупкому, безответственному и изящному созданию, страстное и деспотическое обожание сильной натуры к существу слабому, единственным властителем и законодателем которого он себя чувствует. Для него эта была прелестная птичка, которую он держал взаперти в золотой и украшенной драгоценными каменьями клетке, которую он кормил нектаром и амброзией, убаюкивал мелодиями и ароматами, но крылья которой он без сожаления обрезал бы, если бы она захотела вырваться из золочёных решеток своей клетки.— фрейлина Анна Тютчева
12 (24) мая 1829 в Сенаторском зале Королевского замка состоялась коронация Николая I и Александры Фёдоровны на Царство Польское — уникальный случай в истории России и Польши.
Во время пожара Зимнего дворца император приказал в первую очередь спасать письма, которые писала ему Александрин из Германии в период их помолвки. Семейное счастье омрачало её расстроенное здоровье (она выносила семерых детей) и невозможность приспособиться к климату Петербурга. Из-за частых болезней она была вынуждена уезжать лечиться на европейские курорты. Душевную боль приносили ей мимолётные увлечения мужа. С одной из её фрейлин, Варварой Нелидовой, у императора сложилась многолетняя связь, после того, как врачи уверили супругов, что продолжение брачных отношений нежелательно в виду опасности, что новая беременность императрицы может окончиться плачевно. Со временем Александра Фёдоровна свыклась с этим положением, тем более, что Нелидова вела себя скромно. Когда император находился на смертном одре, императрица передала ему слова прощания в том числе и от Нелидовой.
При этом собственный круг друзей-мужчин Александры Фёдоровны в 1830-е годы составляли молодые кавалергарды Скарятин, Куракин, Дантес, Бетанкур и Александр Трубецкой, которого в письмах к подруге Софи Бобринской императрица ласково называла «Бархат». Подобно мужу, она не выносила запаха табака и впоследствии заставила своего первенца расстаться с этой пагубной привычкой. Распорядок дня императрицы, по словам современника, был следующим:
Трудовой день императрицы начинается с раннего утра смотрами и парадами. Затем начинаются приёмы. Императрица уединяется на четверть часа, после чего отправляется на двухчасовую прогулку в экипаже. Далее, перед поездкой верхом, она принимает ванну. По возвращении — опять приёмы. Затем она посещает несколько состоящих в её ведении учреждений или кого-либо из своих приближённых. После этого сопровождает императора в один из лагерей, откуда спешит на бал. Так проходит день за днём, подтачивая её силы. Поговаривают, что у неё чахотка, и опасаются, как бы зима в Петербурге не оказалась роковой для её здоровья, но ни за что на свете она не решится провести шесть месяцев вдали от императора.

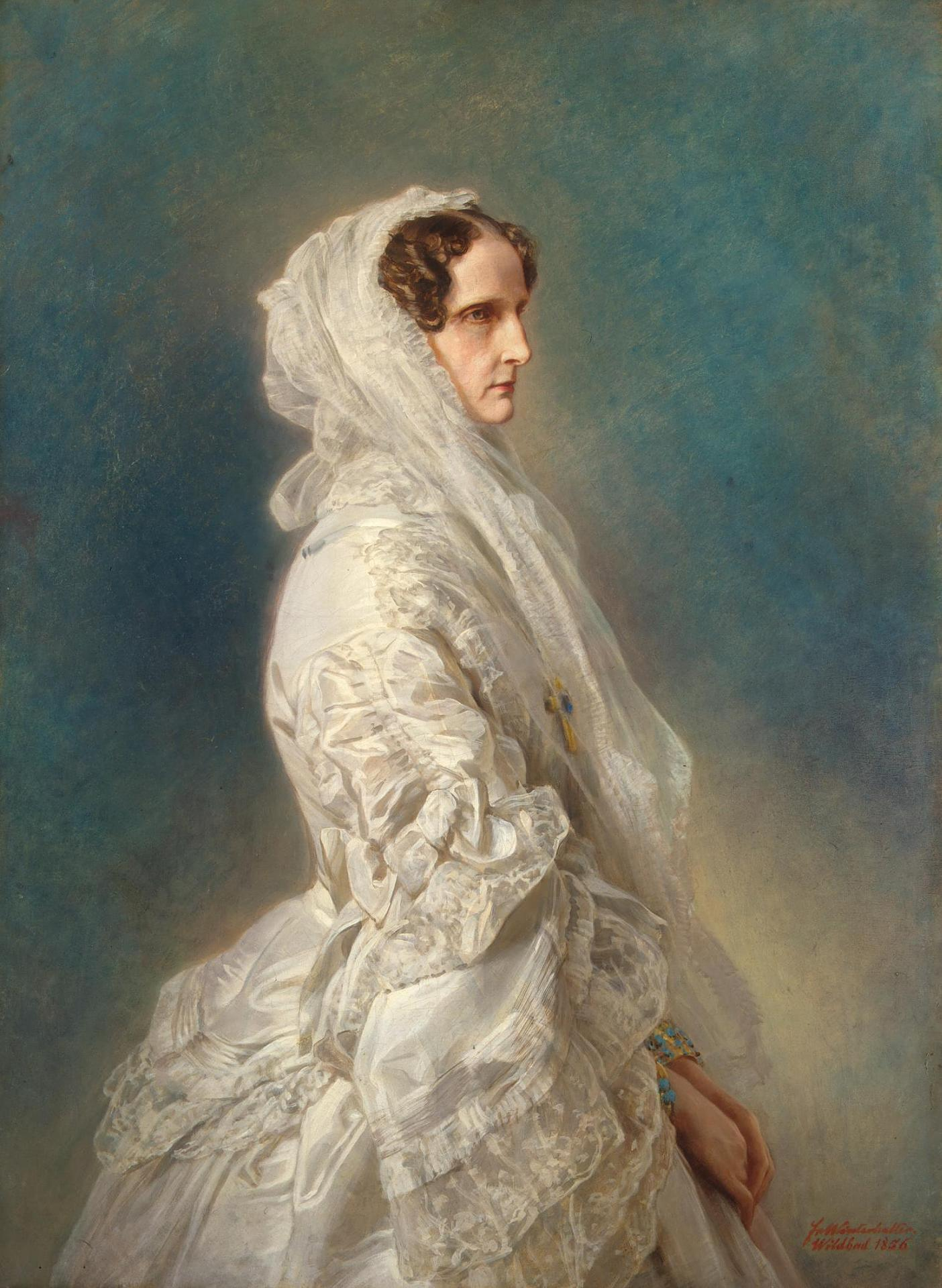
Вдовствующая императрица Александра Фёдоровна. Портрет кисти Винтерхальтера (1856).

Александра Фёдоровна умела владеть собой, скрывать под маской безоблачного счастья обиды и слёзы, старалась казаться здоровой и весёлой, когда её мучила лихорадка. Маркиз де Кюстин в 1839 году отмечал, что императрица не только танцевала все полонезы на свежем воздухе с открытой головой и обнажённой шеей, но и «будет танцевать до тех пор, пока у неё не станет сил держаться на ногах». При этом он не преминул отметить, что в свои сорок лет государыня выглядит гораздо старше своего возраста:
Императрица обладает изящной фигурой и, несмотря на её чрезмерную худобу, исполнена, как мне показалось, неописуемой грации. Она была сильно взволнована и казалась мне почти умирающей. Нервные конвульсии безобразили черты её лица, заставляя иногда даже трясти головой. Её глубоко впавшие голубые и кроткие глаза выдавали сильные страдания, переносимые с ангельским спокойствием. Императрица преждевременно одряхлела и, увидев её, никто не может определить её возраста. Она так слаба, что кажется совершенно лишённой жизненных сил. Жизнь её гаснет с каждым днём; императрица не принадлежит больше земле…

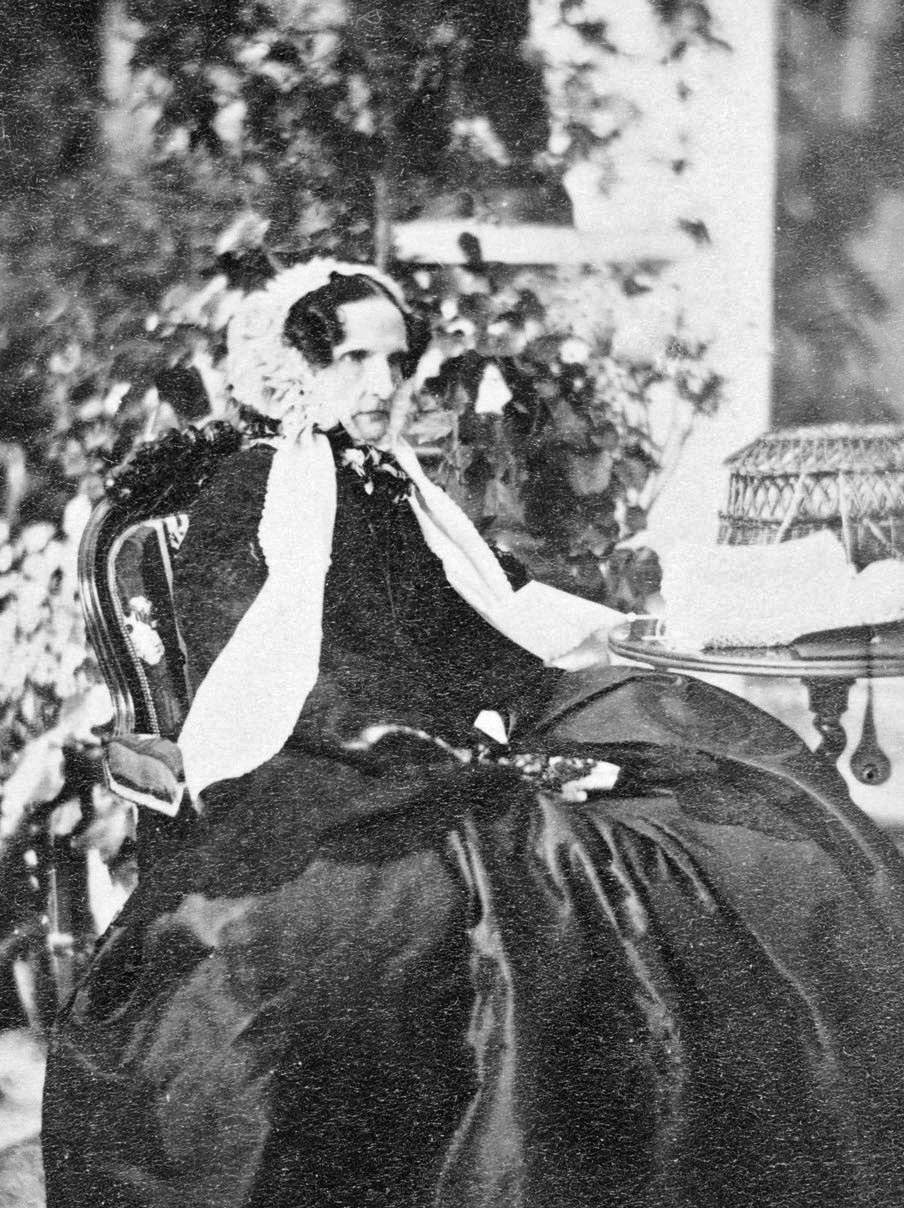
Фотография вдовствующей императрицы Александры Фёдоровны за год до смерти в 1860 г.

В 1845 году, когда врачи велели Александре Фёдоровне ехать для поправки здоровья на юг, в Палермо, казавшийся несгибаемым император умолял их со слезами: «Оставьте мне мою жену!» Не в силах вынести разлуку, он совершил путешествие на Сицилию (в сопровождении фрейлины Нелидовой). В 1837 году он начал для неё строительство приморского дворца в Ореанде, однако там Александра Фёдоровна, искренне любившая Крым, побывала лишь однажды. С годами она предпочитала всё больше времени проводить на Лазурном берегу.
В 1854 году Александра Фёдоровна была как никогда близка к смерти. Через год, после кончины Николая I, она затворилась в Александровском дворце и на протяжении пяти лет носила титул вдовствующей императрицы. Она была окружена избранным кругом любимых фрейлин, читавших ей на ночь Шиллера и Гёте; среди них была и Варвара Нелидова. В эти годы императрица всё чаще болела, лечилась в Швейцарии, Ницце и Риме, а вернувшись из заграничной поездки в июле 1860 года, уже не переставала хворать. Во время пребывания на Швейцарской ривьере с умирающей императрицей встречался поэт Ф. И. Тютчев, написавший об этих встречах стихотворение «Её последние я помню взоры…».

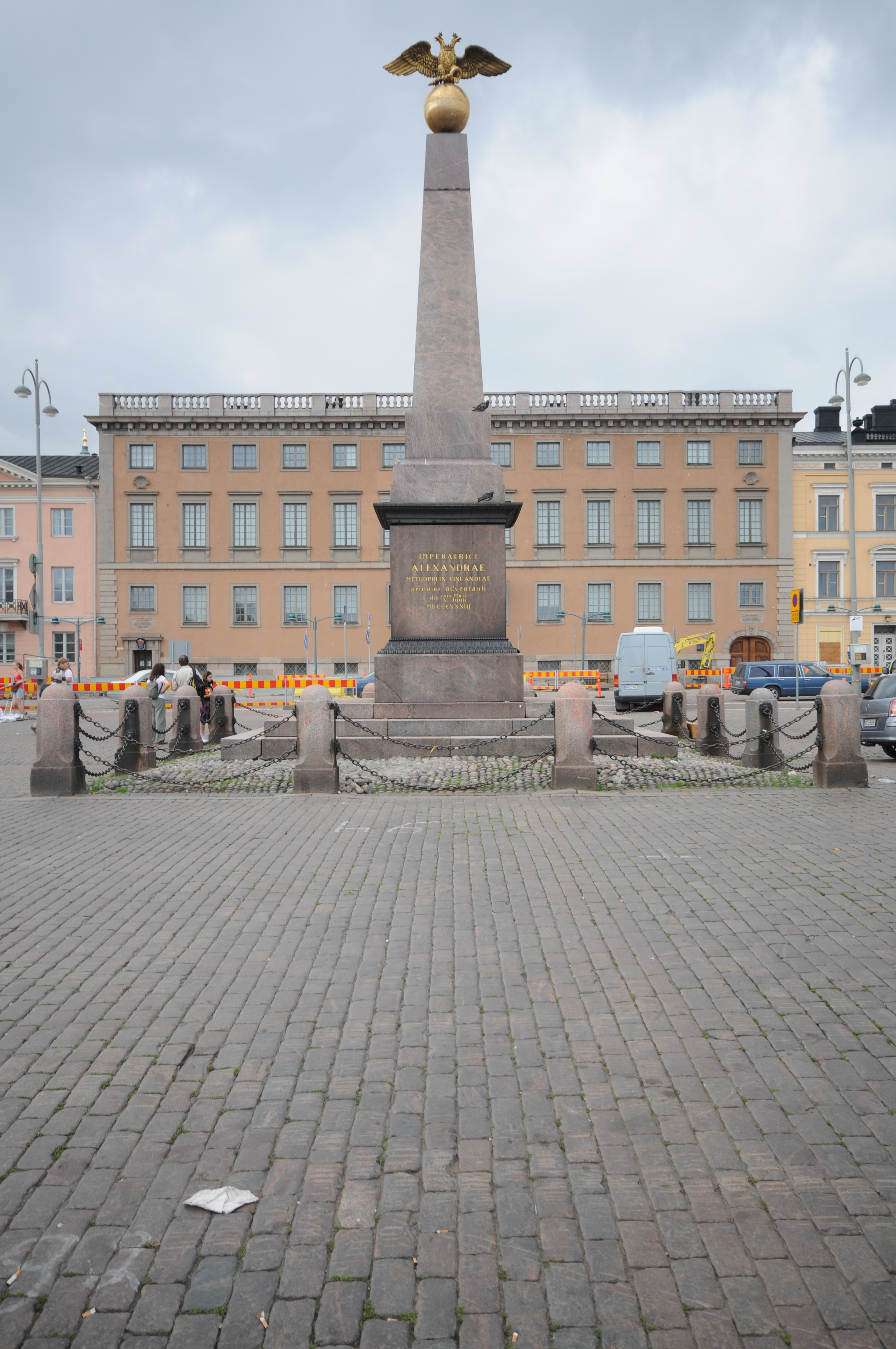
Стела в память об Александре Фёдоровне на центральной площади Хельсинки

Александра Фёдоровна скончалась 20 октября (1 ноября) 1860 года в Царском Селе, ей было шестьдесят два года. Отпевание состоялось 5 ноября; похоронена в Петропавловском соборе. Вскрытие тела императрицы, проведённое по её собственному желанию, обернулось конфузом для лейб-медиков: по сообщению фрейлины М. А. Паткуль, «лёгкие оказались совершенно здоровыми, а лечили от чахотки; в мнимом аневризме один сердечный клапан действовал немного слабее, что не имело никакого значения, и вся болезнь сосредоточилась в кишечном отделе».

## Дети
1. Александр Николаевич, будущий император Александр II (1818—1881), женат в первом браке на Марии Гессенской и во втором, морганатическом браке, на княжне Екатерине Долгоруковой.
2. Мария Николаевна (1819—1876), замужем в первом браке за герцогом Максимилианом Лейхтенбергским и во втором, морганатическом за графом Григорием Строгановым.
3. Ольга Николаевна (1822—1892), замужем за вюртембергским королём Карлом I, умерла бездетной.
4. Александра Николаевна (1825—1844), замужем за ландграфом Фридрихом Гессен-Кассельским, скончалась при родах через год после замужества.
5. Великий князь Константин Николаевич (1827—1892), женат на принцессе Александре Саксен-Альтенбургской, оставил потомство.
6. Великий князь Николай Николаевич Старший (1831—1891), женат на принцессе Александре Ольденбургской, оставил потомство.
7. Великий князь Михаил Николаевич (1832—1909), женат на Цецилии Баденской, оставил потомство.

## Эпонимы
- Александринский театр
- Парк Александрия в Петергофе

## Киновоплощения
- Ирина Ликсо — «Композитор Глинка» (1952).
- Валентина Панина — «Звезда пленительного счастья» (1975).
- Алла Балтер — «После дуэли» (1990)
- Тамара Колесникова — «Роман императора» (1993)
- Юлия Новикова — Северный сфинкс (2003).
- Алёна Бондарчук — «Бедная Настя» (2003—2004), «Одна ночь любви» (2008).
- Елена Лотова — «Союз спасения», (2019).

## Предки
Прадедом Александры Фёдоровны был принц Август Вильгельм Прусский, правнук курфюрста Бранденбурга и герцога Пруссии Фридриха Вильгельма I, приходившегося внуком Анне Прусской, которая, в свою очередь, была внучкой Альбрехта, первого герцога Пруссии, являвшегося правнуком великого князя литовского и короля польского Ягайло — сына русской княжны Иулиании Александровны.